# Чарчоглян, Каро
Каро Чарчоглян (арм. Կարո Չարչօղլյանը; 1905, Александрополь — 1956, Баку) — советский кларнетист и дудукист, исполнитель армянской народной музыки и мугамата.
Обучаться игре на дудуке начал в Александрополе. В 1920-х участвовал в Восточном симфоническом оркестре, созданном композитором и педагогом Варданом Буни (Буниатяном), и ансамбле народных и инструментов под управлением Арама Мерангуляна. С 1930-х годов переехал в Баку, в 1939 представлял АзССР на Всесоюзном смотре исполнителей на народных инструментах, где получил первую премию. В Баку Чарчоглян долгое время играл в оркестре Аванеса Иоаннесяна. Помимо дудука, владел кларнетом, знал нотную грамоту. Похоронен в Баку. Сохранившиеся записи игры музыканта немногочисленны.
Музыковед Камо Мкртчян пишет о Чарчогляне как о блестящем импровизаторе, во время игры способном совмещать мелодии разных стилей и обогащать их многочисленными модуляциями: так, исполнение произведений армянского ашуга Шерама он мог сочетать с мугамом «Чобан Баяты». Согласно Мкртчяну, Чарчоглян обладал уникальным стилем, проявлявшемся как в особенностях звучания его инструмента, так и в способности исполнителя выражать свои чувства и эмоции через музыку. Кроме народной музыки, в его репертуар входили произведения Моцарта и Бетховена.